# Prosoplus similis
Prosoplus similis är en skalbaggsart som beskrevs av Stefan von Breuning 1961. Prosoplus similis ingår i släktet Prosoplus och familjen långhorningar. Inga underarter finns listade i Catalogue of Life.